# Веллавая (підрозділ окружного секретаріату)
Підрозділ окружного секретаріату Веллавая — підрозділ окружного секретаріату округу Монерагала, провінція Ува, Шрі-Ланка. Головне місто - Веллавая. Складається з 29 Грама Ніладхарі.

## Демографія
| Кількість Грама Ніладхарі | Населення (2012) | Площа (км2) | Густота населення (/км2) | Села |
| ------------------------- | ---------------- | ----------- | ------------------------ | ---- |
| 29                        | 60060            | 577         | 104                      | 147  |